# Palazzo di Brera
Palazzo di Brera (Palác Brera, italsky též Palazzo Brera) je monumentální barokní budova v Miláně, sídlo řady kulturních a vědeckých institucí, zejména galerie Pinacoteca di Brera.

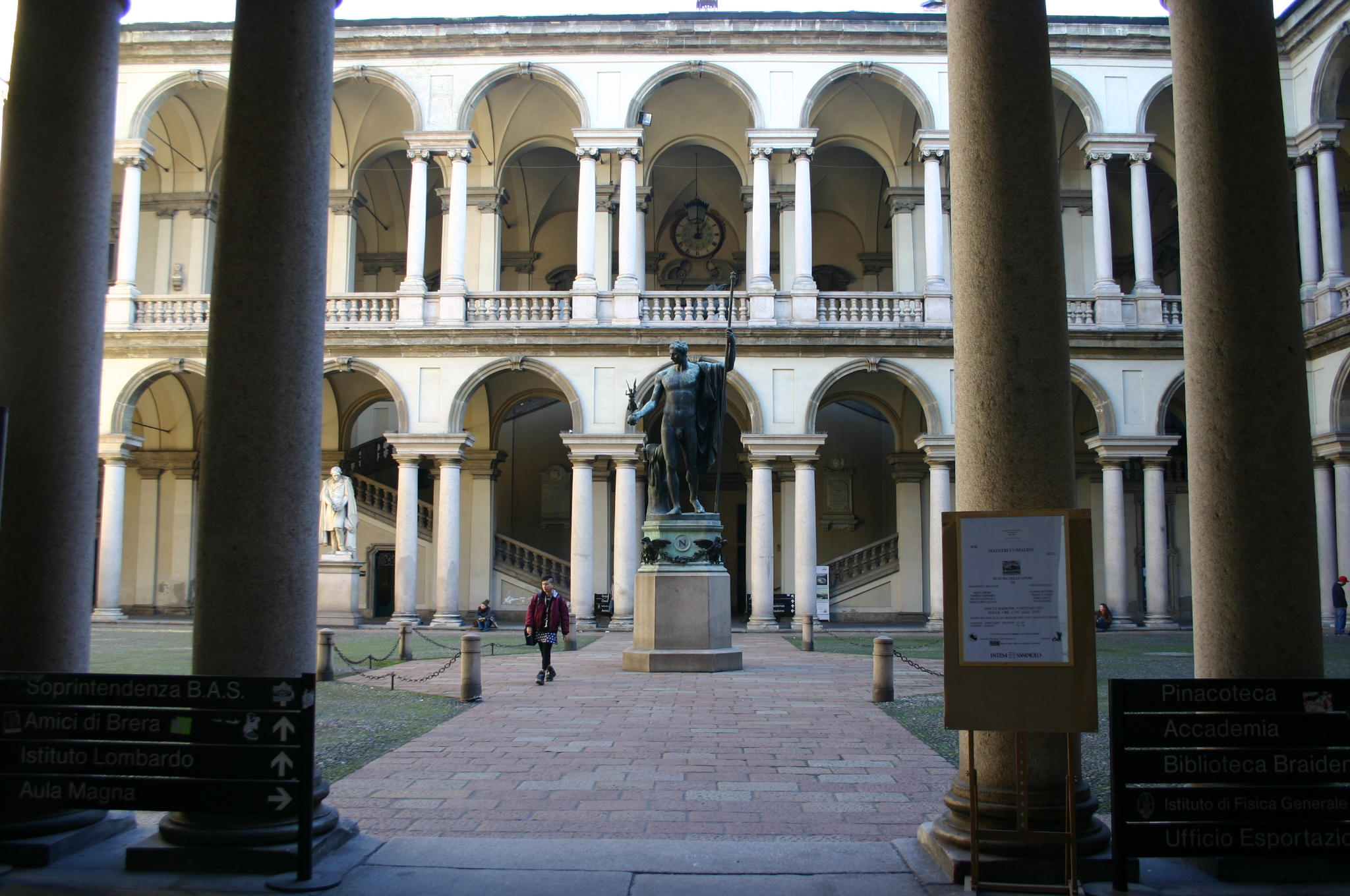
Dvůr s arkádami

## Historie
Na místě stál původně klášter humiliátů z 12. století. Po zrušení tohoto řádu předal papež Pius V. na přímluvu Karla Boromejského budovu roku 1571 jezuitům, kteří zde pak zhruba 200 let provozovali školu a univerzitu. Po vzoru Collegia Borromea v Pavii podnikli přestavbu a rozšíření stavby. Podle plánů Francesca Marii Richiniho se začalo stavět roku 1627, stavba však i kvůli morové epidemii trvala dlouho a dokončil ji až architektův syn Gian Domenico Richini. Pozoruhodným prvkem stavby jsou arkády na nádvoří: zdvojenými toskánskými sloupy se v prvním patře otevírá lodžie na dvě strany, do dvora a do atria za ním. 
Jezuité zde shromáždili velkou knihovnu a zřídili astronomickou observatoř.
Po zrušení jezuitského řádu roku 1773 palác převzali Habsburkové a nechali ho upravit architektem Giuseppem Piermarinim na Akademii krásných umění (přestavba byla dokončena roku 1780). Za napoleonské nadvlády byl odsvěcen palácový kostel Panny Marie a přeměněn na galerii umělecké akademie. Ve druhé světové válce byl palác vážně poškozen nálety, což si vyžádalo další důkladnou rekonstrukci.

## Instituce
V paláci sídlila a sídlí řada významných institucí. Roku 1764 zde jezuita Rugjer Josip Bošković založil astronomickou observatoř Osservatorio Astronomico di Brera. Roku 1773 sem Marie Terezie umístila knihovnu, dnes zvanou Biblioteca Nazionale Braidense, přeměnila jezuitskou botanickou zahradu na Orto botanico di Brera a roku 1776 založila uměleckou akademii Accademia di Belle Arti di Brera, z jejíchž sbírek zde později vznikla galerie Pinacoteca di Brera, založená roku 1806 v době Napoleonovy vlády. Nachází se zde také Lombardská historická společnost (Società storica lombarda) založená roku 1873.
Galerie Pinacoteca di Brera patří mezi nejvýznamnější muzea Itálie. Těžištěm sbírek je severoitalské malířství renesance a baroka. Ve sbírkách jsou zastoupeni například Raffael, Rubens, Tintoretto, Tizian, Piero della Francesca, Andrea Mantegna, Caravaggio, Agnolo Bronzino, Lorenzo Lotto, ze sochařů neoklasicismu Antonio Canova či Francesco Hayez. Početná je také sbírka uměleckých řemesel, například zlatnictví.